# Logor Mali Trostanec
Logor Mali Trostanec (blr. Малы Трасцянец) bio je nacistički logor smrti, koji se nalazio nedaleko od Minska u Bjelorusiji.
Izgrađen je u ljeto 1941., i u početku je služio kao koncentracijski logor za sovjetske vojnike, koji su zarobljeni tijekom napada nacističke Njemačke na Sovjetski Savez. Logor je promijenio svoju svrhu i postao logor smrti (njem. Vernichtungslager) 10. svibnja 1942., kada je stigla prva skupina Židova. 
Primarna svrha logora bila je istrebljenje Židova koji su živjeli u Minsku i okolici, iako je u logoru ubijen i veliki broj Židova dovezenih iz Njemačke, Austrije i s prostora današnje Češke. Žrtve su najčešće ubijane odmah po dolasku, najčešće u obližnjim šumama Blagovšina i Šaškovka.
Nijedan preživjeli logoraš nije pronađen, a Yad Vashem procjenjuje da je u logoru ubijeno 65,000 Židova.